# کومیلسک
کومیلسک (به لهستانی:  Kumielsk) یک روستا در لهستان است که در گمینا بیاوا پیسکا واقع شده‌است.
 کومیلسک  ۳۳۰ نفر جمعیت دارد و ۵۹ متر بالاتر از سطح دریا واقع شده‌است.